# Pierre Cauchon
Pierre Cauchon, per esteso Pierre Cauchon de Somièvre (Reims, 1371 – Rouen, 18 dicembre 1442), è stato un vescovo cattolico francese, forte sostenitore degli interessi politici inglesi in Francia nell'ultima fase della guerra dei cent'anni.
In tale contesto è rimasto noto come l'organizzatore del processo a Giovanna d'Arco a Rouen. Fu scomunicato postumo in seguito al ribaltamento del verdetto nel 1455.

## Biografia

### L'università
La famiglia Cauchon faceva parte nel XIV e XV secolo della borghesia di Reims. Pierre, adolescente, decise di prendere i voti e si recò a Parigi per studiare. All'università seguì brillantemente la facoltà delle arti (grammatica, retorica, dialettica, aritmetica, geometria, musica ed astronomia), in più studiò il diritto canonico e la teologia. A 32 anni, maestro nelle arti, licenziato in diritto canonico e forte di sei anni di apprendistato in teologia, si vide eletto rettore dai suoi pari. Il mandato, di breve durata, gli conferì un potere giurisdizionale sugli affari dell'università e degli studenti, che sfuggiva al controllo del prevosto del re, così come riportato su un documento firmato da Filippo II di Francia nel 1200.

### Inizio della carriera
Nel 1404 Pierre Cauchon, avendo ricevuto gli ordini minori, più la tonsura ed il sacerdozio, si mise in cerca di una situazione stabile e redditizia. Quantunque avesse ottenuto le entrate della parrocchia di Égliselles, egli cercò ugualmente di farsi concedere una prebenda come canonico del capitolo di Reims. Difese inoltre l'università di Parigi in una controversia che la oppose a quella di Tolosa. Al pari degli altri ecclesiastici, tuttavia, sapeva che se non si fosse guadagnato i favori di un principe o di un potente non avrebbe percorso una carriera prestigiosa.
Il discorso non era proponibile per quanto riguardava il re, Carlo VI, pazzo, o meglio affetto da crisi maniaco-depressive, che governava sotto la tutela degli zii. Del resto, il tenore di vita condotto dalla regina Isabella di Baviera e dall'entourage reale era oggetto di vive critiche sia da parte del popolo, sia da parte dell'università. Nemmeno il contutore del re, il duca di Berry, era adatto per attirare il giovane prelato. Troppo prodigo, appassionato soprattutto d'arte, il duca, mecenate dei fratelli Limbourg che per lui miniarono le Très riches heures (considerato il libro d'ore più bello fra quanti prodotti in quel periodo), era un uomo saggio, ma politicamente in declino. Rimaneva Filippo III di Borgogna, figlio di Giovanni senza Paura, che univa giovinezza, ricchezza ed ambizione.
Per quanto riguardava Santa Romana Chiesa, la situazione non era più rosea. Il Grande Scisma d'Occidente offrì a Pierre Cauchon una buona opportunità: nel 1407 fu incaricato dal re, insieme ai più alti dignitari ecclesiastici, di tentare di riconciliare i due papi rivali Benedetto XIII e Gregorio XII. Tale missione fu un fallimento, eppure elevò il giovane prelato al rango di negoziatore di altissimo livello.
Di ritorno dall'inutile ambasciata, trovò Parigi in un clima di agitazione sociale a causa dell'omicidio di Luigi di Valois, ordinato da Giovanni senza Paura, che nel frattempo si era ritirato nei suoi possedimenti. Nonostante ciò, l'impopolarità della vittima che aveva ridato impulso alle lagnanze nei confronti della corte, spinse un certo numero di persone, tra cui i teologi della Sorbona e Pierre Cauchon, a manovrare per ottenere la riabilitazione del duca di Borgogna e la giustificazione dell'assassinio. In questo periodo l'Università è particolarmente irritata dopo che il prevosto Tignonville, ufficiale del re, aveva fatto impiccare due chierici su cui non aveva alcuna giurisdizione.

### La scelta del partito borgognone
Gli Stati generali del 1413 si aprirono al fine di recuperare dei fondi destinati alla guerra contro gli inglesi. I sostenitori del partito borgognone, alleato degli ecclesiastici e dei dottori universitari, invocò il risanamento dei conti del regno. Fu formata una commissione, di cui naturalmente Pierre Cauchon faceva parte, incaricata di proporre sanzioni e riforme. Nella primavera dello stesso anno scoppiò la rivolta degli écorcheurs capeggiata da un macellaio-scuoiatore di nome Simon Caboche, istigata demagogicamente da Giovanni Senza paura. Dopo gli eccessi del furore popolare, gli insorti furono abbandonati dalla borghesia e i nobili, soprattutto il duca d'Armagnac, brutale condottiero da cui il partito degli Armagnacchi prenderà nome, tornano a Parigi per riportarvi l'ordine. Giovanni I lasciò la capitale in agosto, prima che il re riprendesse l'amministrazione della giustizia e tornasse sulle decisioni prese su pressione dei rivoltosi. Il 1º maggio 1414 Pierre Cauchon fu accusato, per ordine del re, di terribili misfatti, ma era già fuggito in direzione della Borgogna.
Dopo esser stato nominato vidame di Reims, alla fine dell'anno si recò al Concilio di Costanza, come "reverendo padre in Dio", ambasciatore ufficiale del duca di Borgogna. Quivi appoggiò l'elezione di Martino V. Di ritorno da Costanza, divenne relatore sui ricorsi al Consiglio di Stato e l'università incitò il Papa a concedergli ulteriori benefici. Il nuovo pontefice si dimostrò riconoscente verso colui che l'aveva aiutato ad accedere alla cattedra di Pietro. Di lì a breve si ritroverà arcidiacono di Chartres, canonico di Reims, di Châlons, di Beauvais e cappellano del Duca di Borgogna; il tutto per una rendita annua di circa 2000 libbre.

### Il ritorno al regno di Francia
I Borgognoni, preoccupati nel vedere l'avanzata inglese specialmente in Normandia e a Rouen, decisero di trattare con il Delfino Carlo. Durante un incontro sul ponte di Montereau, il 10 settembre 1419, Giovanni I fu assassinato da un consigliere di Carlo, Tanguy du Châtel. Il fatto parve una vendetta contro l'omicidio di Luigi di Valois, avvenuto 12 anni prima. Pierre Cauchon perdeva così il suo protettore, il quale non sarà mai realmente rimpiazzato dall'erede al Ducato di Borgogna, Filippo III.
Il gesto, attribuito al Delfino, rifugiatosi in seguito a Bourges, fu immediatamente condannato dal padre Carlo VI e naturalmente dalla fazione borgognona. Si formò pertanto una nuova alleanza tra la Francia e l'Inghilterra, suggellata dal matrimonio della principessa Caterina con Enrico V. Per operare il ravvicinamento furono inviati due dottori dell'università, Jean Beaupère e Pierre Cauchon. Quest'ultimo colse l'occasione per far cadere nell'oblio la sua condanna all'esilio, offrendo al sovrano francese i suoi talenti da diplomatico, in più riavvicinandosi alla corona inglese. Dopo cotanti servizi meritori, a seguito delle calde raccomandazioni del papa e del re, Cauchon fu nominato vescovo di Beauvais, cattedra vescovile vacante dal 1420.

### L'alleanza con gli inglesi
Nei due anni successivi Pierre Cauchon fu impegnatissimo al servizio del re; dopo la morte di Carlo VI ed Enrico V nel 1422, si dedicò soprattutto alla sua diocesi. Si trovava a Reims quando nel 1429 l'esercito condotto da Giovanna d'Arco si portò in prossimità della città. Tornò tosto a Beauvais, mentre le località presidiate dai borgognoni e dagli inglesi tornavano ad una a una sotto l'autorità del Delfino. Nel momento in cui Carlo VII, ormai incoronato a Reims, minacciò direttamente la sua diocesi, si recò a Rouen, sede del governo inglese in Francia. Il duca di Bedford, cercando di opporre all'immagine di Giovanna d'Arco quella di Enrico VI d'Inghilterra, giovanissimo figlio ed erede di Enrico V, decise di condurre il rampollo da Londra a Rouen. Pierre Cauchon partecipò al viaggio, in compagnia di altri consiglieri ecclesiastici. Poco tempo dopo il ritorno, Cauchon e gli altri appresero che Giovanna era stata catturata vicino a Compiègne e rinchiusa dai Borgognoni nel mastio del castello di Beaulieu, nei pressi di San Quintino.
Nelle trattative intavolate per farsi consegnare la Pulzella Cauchon giocò un ruolo di primo piano. Se i Borgognoni in fondo erano pronti a cedere l'eroina agli inglesi, lo fecero però dietro lauto compenso, dato che anche l'Inquisizione di Parigi la reclamava. Il prelato, dopo diverse trasferte a Rouen, Compiègne ed al castello di Beaurevoir, ove la prigioniera era stata trasferita, finì per averla vinta. Dal punto di vista legale, egli possedeva una motivazione fondata: Giovanna d'Arco era stata catturata all'uscita di Compiègne, in un territorio dipendente dalla diocesi di Beauvais, e dunque nella sua giurisdizione. In più, non veniva a mani vuote: gli stati di Normandia avevano stanziato una somma di 10.000 libbre per ricompensare i carcerieri borgognoni.

### Il processo a Giovanna d'Arco

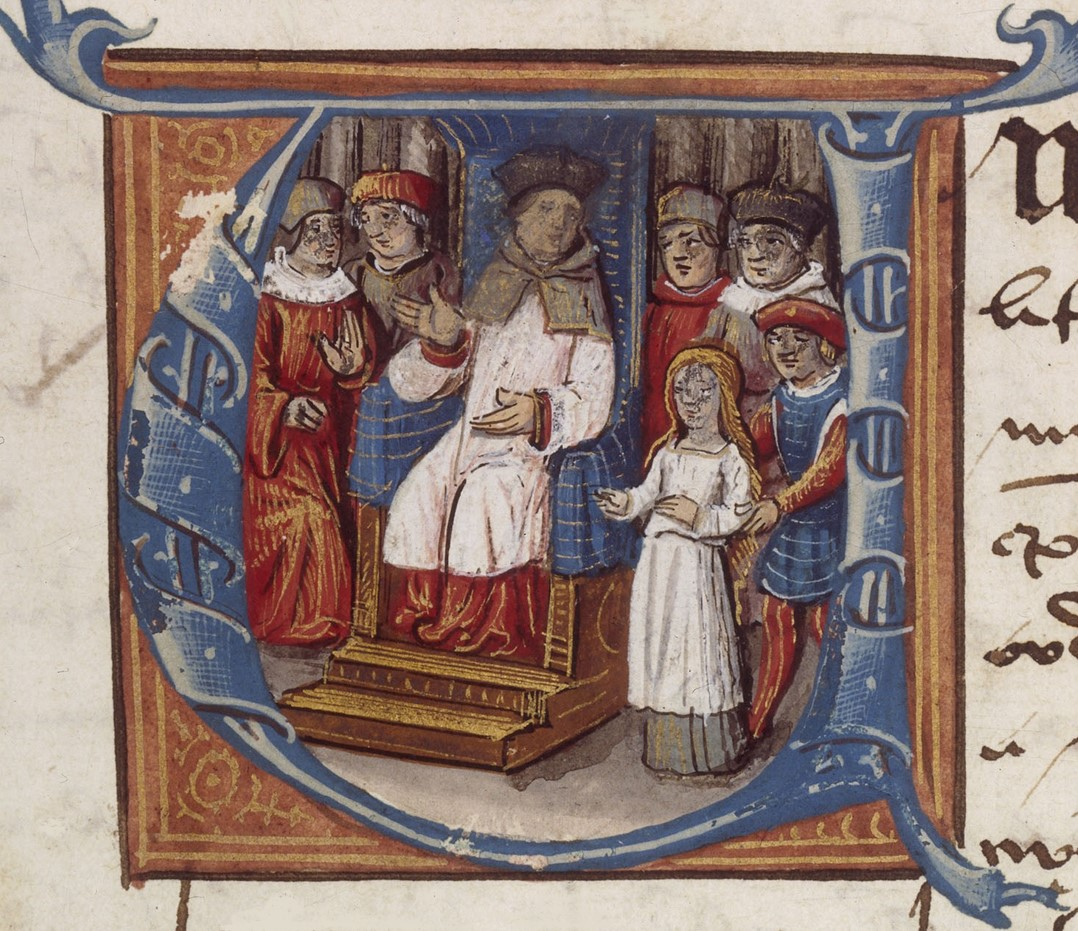
Manoscritto con il ritratto del vescovo Pierre Cauchon al processo a Giovanna d'Arco

Lo scopo principale di Pierre Cauchon, incaricato dagli inglesi, era di togliere credibilità a Giovanna (e per mezzo suo a Carlo VII), attaccandola in campo religioso, al fine di annullare i suoi successi militari. Dapprima il prelato si garantì la propria legittimità come organizzatore del processo, che si svolse al di fuori della sua giurisdizione. Questo richiese l'approvazione dai cinquanta canonici del capitolo di Rouen, poiché la sede vescovile era vacante. In seguito si preparò con cura, attorniandosi di ecclesiastici rinomati, imparziali, e preparando con cura il dibattimento. Fece eseguire perfino un'inchiesta nel villaggio di Domrèmy, onde raccogliere delle dicerie a carico dell'accusata che puzzassero di zolfo; tale sforzo non ottenne successo.
Il processo iniziò il 21 febbraio 1430. In capo ad una settimana d'istruttoria, la difesa dell'accusata reggeva. La sua verginità fu nuovamente attestata dalla duchessa di Bedford in persona. Per contro Giovanna non sembrava fornire una giustificazione credibile ai suoi abiti maschili, che costituivano un oltraggio ai costumi dell'epoca. La questione delle voci angeliche udite dall'imputata fu sfruttata per formulare un'accusa di eresia.
Desideroso di assicurare la regolarità del processo, Cauchon spedì a Parigi l'atto di accusa, redatto il 14 marzo, che imputava la pulzella d'Orléans di terribili misfatti, al fine di ottenere il parere del corpo degli insegnanti dell'università. Durante questo periodo il processo si impantanò. Prospettandosi l'impossibilità di ottenere una confessione, si pensò pertanto alla tortura. Il 9 maggio la giovane fu minacciata di tortura, posta al cospetto del boia e dei suoi strumenti; minaccia che non fu posta in essere, forse per il timore che Giovanna potesse superare la prova.
L'atto non portò nessun cambiamento nella deposizione. D'altro canto l'opinione dell'università, favorevole a Cauchon, approvò la comminazione della ammonizione ufficiale della Chiesa, testo sulla cui base l'accusata avrebbe potuto redigere la sua dichiarazione di pentimento.
Il 13 maggio Pierre Cauchon fu convocato dal duca di Bedford, che si mostrò irritato per le esose lungaggini processuali. Il vescovo di Beauvais escogitò allora una messa in scena per far crollare l'accusata: condotta negli Orti dell'abbazia di Saint-Ouen, le fu pubblicamente intimato di abiurare i suoi crimini. Ella resistette per un po', poi in presenza della minaccia del rogo, Giovanna finì per ritrattare. Fu quindi ricondotta in prigione, le furono procurati abiti femminili e le rasarono la testa. Gli inglesi tuttavia si sentivano gabbati. Non si sa che ruolo ebbe Pierre Cauchon, ma la giovane lorenese fu infine dichiarata relapsa (nel Medioevo, così era definita la persona che ritornava a seguire dottrine considerate eretiche dopo averle abiurate) avendo di nuovo indossato abiti maschili. Fu bruciata sul rogo il 30 maggio.

### Un nuovo vescovado
Cauchon non poteva sperare di tornare a Beauvais, tenuta dagli Armagnacchi al soldo di Carlo VII. Tagliato fuori dalla sua diocesi, non ne incassava più le rendite, anche se gli rimaneva un'entrata di 1.000 libbre in qualità di consigliere del re. Palesò allora il suo interesse per il posto vacante di arcivescovo di Rouen. Di fronte alle velate resistenze del capitolo, dovette però rinunciare. Il 16 dicembre 1431, ebbe l'onore di accompagnare il cardinale di Winchester per incoronare il giovane Enrico VI alla Cattedrale di Notre-Dame di Parigi.
Ottenne finalmente il vescovato di Lisieux, una città tenuta da più di venti anni dagli inglesi, sempre continuando le sue missioni per conto del re. Fu inviato come ambasciatore al Concilio di Basilea. Appena tornato, fu spedito come negoziatore ad Arras, feudo borgognone, che ospitava le delegazioni francesi e inglesi allo scopo di fermare una guerra che, ormai, aveva prostrato i partecipanti. Davanti alle pretese francesi, gli inglesi abbandonarono le trattative sbattendo la porta. Francesi e Borgognoni, lasciati soli, ebbero così l'opportunità di riconciliarsi.
Quando il Conestabile Richemont riconquistò Parigi per conto di Carlo VII, nel 1436, Cauchon trascorreva il suo tempo nella nuova diocesi e nel domicilio che aveva a Rouen. Finanziò con i suoi fondi personali la costruzione di una cappella dedicata a Notre-Dame, vicino alla cattedrale di Saint-Pierre di Lisieux. Morì il 18 dicembre 1442, probabilmente per un arresto cardiaco, a Rouen. Le esequie furono celebrate a Rouen e la salma inumata nella cattedrale di Saint-Pierre, all'interno della cappella assiale del coro, che egli aveva fatto costruire ed ove attualmente si trova.

## Scomunica postuma
Quattordici anni dopo la morte di Cauchon, nel 1456, quando ormai le truppe inglesi avevano perso la loro influenza, la Chiesa, con un rescritto di papa Callisto III, riaprì l'inchiesta su Giovanna d'Arco: il tribunale fu riconosciuto come illegittimo, il processo annullato e Giovanna fu riabilitata e riconosciuta innocente (verrà beatificata nel 1909 da papa Pio X e proclamata santa da papa Benedetto XV nel 1920).
Pierre Cauchon fu scomunicato postumo come eretico da Callisto III.

## Successione apostolica
La successione apostolica è
- Vescovo Jacques du Châtelier (1427)